# 康塞普西翁体育俱乐部
康塞普西翁体育俱乐部（Club de Deportes Concepción）是智利足球俱乐部，位于康塞普西翁市。
俱乐部创建于1966年2月29日，是由当地的加尔瓦里诺(Galvarino),利物浦(Liverpool),尤文尔联(Juvenil Unido),圣塔菲(Santa Fe)和科克伦勋爵俱乐部（Club Lord Cochrane）多个业余足球俱乐部所组成的。俱乐部是智利第8区最主要的球队之一，球队的最大竞争对手是费尔南德斯·维亚尔。
球队在1966年加入了智利足球乙级联赛并且在一年之后晋级为智利足球甲级联赛球队。1991年球队代表智利出战南美解放者杯球队在16强中败给了卡利美洲。1993年俱乐部取得16支球队中的第15位从而降级，但球队第二年就取得乙级联赛冠军重回甲级行列。
康塞普西翁体育在1999年再次出现在国际舞台上，球队参加南美足协杯但是在半决赛中被阿根廷球队科尔多巴塔勒雷斯所击败，球队对此非常失望。
2001年又一届的南美解放者杯中，球队相继击败了阿根廷的圣洛伦佐和玻利维亚的约格·威斯特曼，但在16强中被罗马里奥领衔的瓦斯科·达伽马所淘汰。
2002年球队联赛排16支球队倒数第二再次降入乙级联赛，直到2004年再次升回甲级行列。
2006年球队由于债务和拖欠球员工资可能不法参加整年度的职业联赛。俱乐部将被勒令降级，但在球队最后被重新接纳为甲级联赛球队，允许参加2007年赛事，与其相关联的球队康塞普西翁体育二队则最终参加丙级联赛。

## 知名球员
- Osvaldo "Pata Bendita" Castro
- 文森特·康塔多莱
- Fernando "Palito" Cavaleri
- Carlos Fernando Navarro Montoya
- Daniel Morón
- Mario Osbén
- Mario Vener
- Nicolas "El Loco" Villamil
- 克里斯蒂安·蒙特奇诺斯